# Bredius (geslacht)
Bredius (ook: Klinkhamer Bredius) is een geslacht uit Waarder dat enkele bestuurders voortbracht.

## Geschiedenis
De bewezen stamreeks begint met Gijsbert Willemsz. die kleermaker was te Waarder en daar in 1622 en 1625 wordt vermeld. Zijn kleinzoon Johannes Bredius (†1656) werd procureur voor het gerecht van Oudewater, [schepen aldaar] en secretaris van Hekensdorp.
De familie werd vanaf 1911 opgenomen in het genealogisch naslagwerk Nederland's Patriciaat; heropnames volgden in 1917, 1958 en 2002.

## Enkele telgen

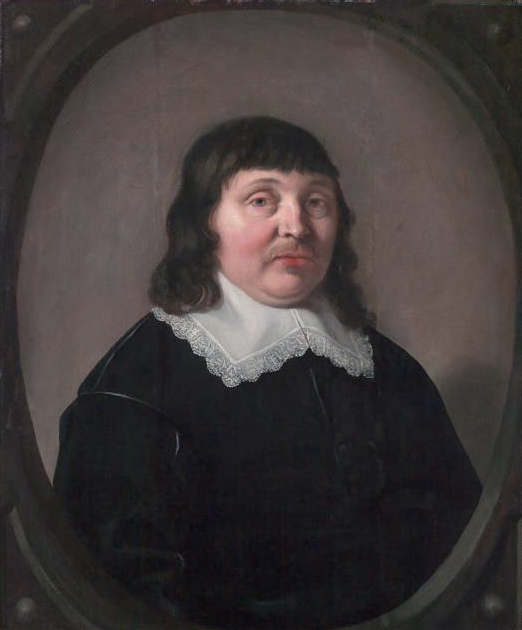
Johannes Bredius (1610-1656), schepen van Woerden

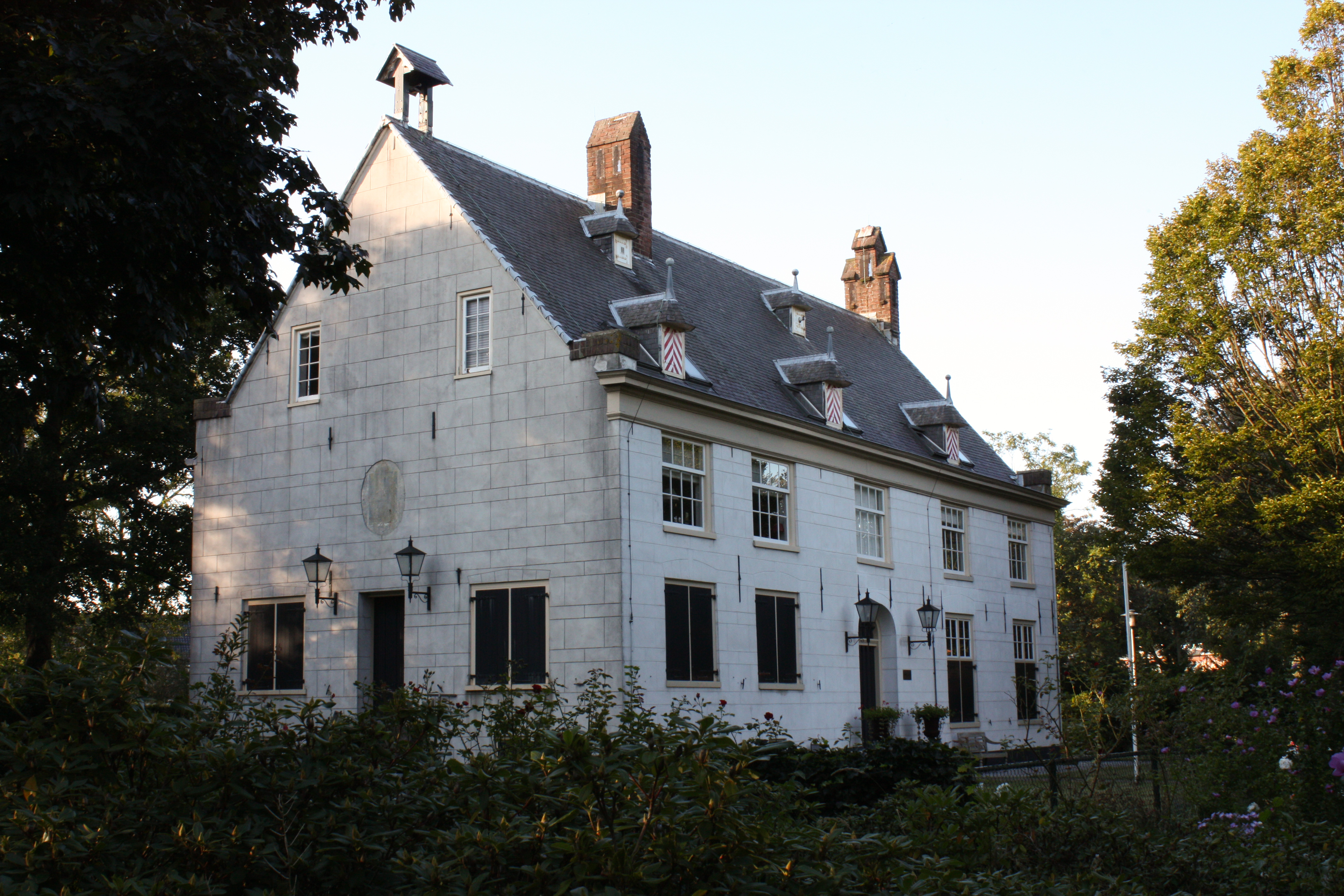
Huis te Zaanen

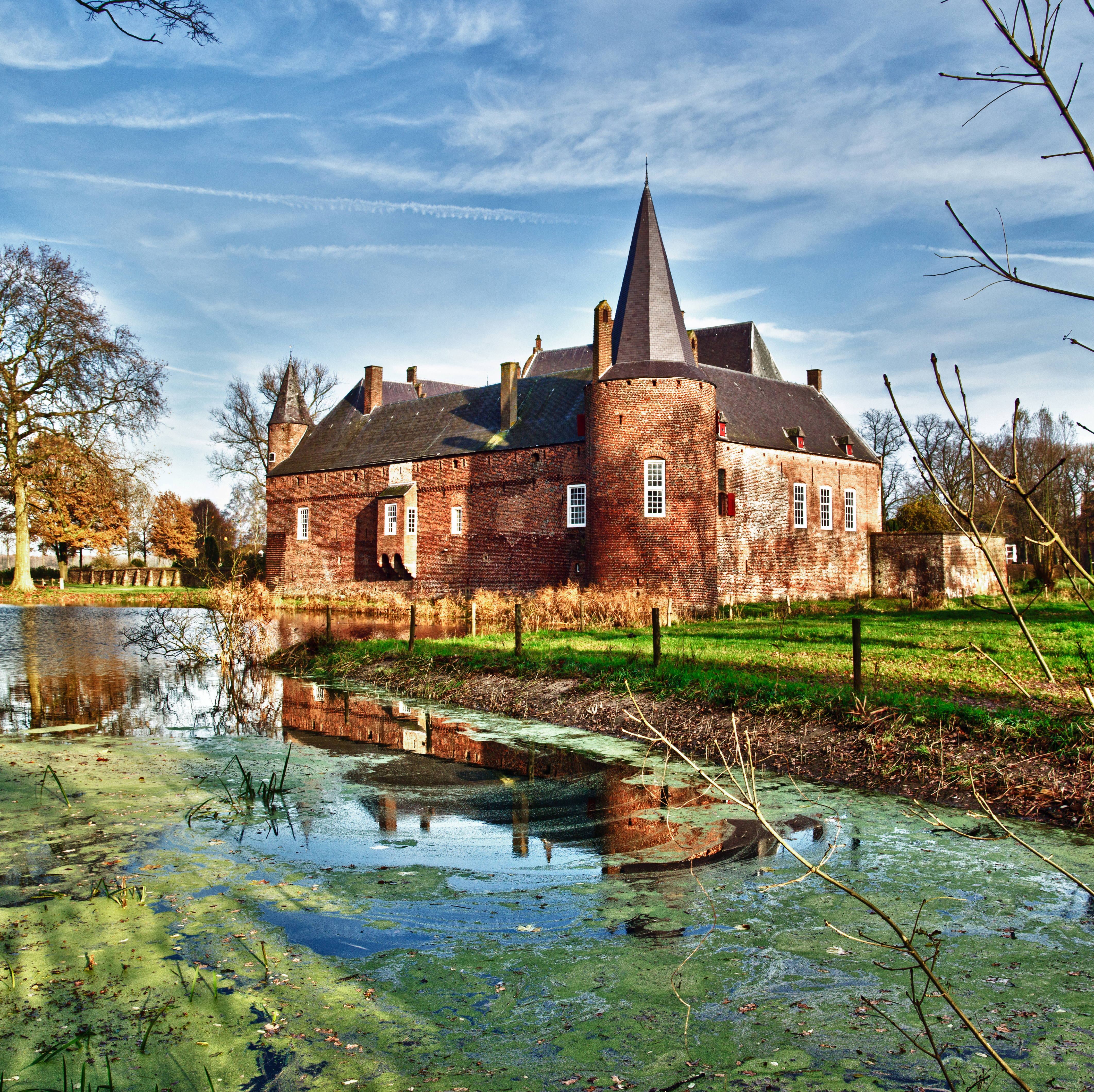
Kasteel Hernen

Johannes Bredius (†1656), onder andere secretaris van Hekensdorp
- Ds. Abraham Bredius (1641-1721), predikant
  - Dr. Pieter Bredius (1695-1741), geneesheer te Amsterdam
    - Abraham Bredius (1731-1804), buskruitfabrikant
      - Abraham Bredius (1782-1863), buskruitfabrikant
        - Johannes Jacobus Bredius (1808-1894), hoogheemraad Zeeburg en Diemerdijk
          - Dr. Abraham Bredius (1855-1946), kunsthistoricus en kunstverzamelaar

    - Johanna Maria Bredius (1735-1796); trouwde in 1782 met prof. dr Alexander Petrus Nahuys (1737-1794), hoogleraar te Harderwijk en aan de Universiteit Utrecht
    - Jan Pieter Bredius (1738-1784), onderkoopman VOC, resident van Joana
      - Carolina Maria Bredius (1769-1816); trouwde in 1793 met mr. Adriaan Hordijk Verstolk (1768-1810), toneelschrijver
      - Mr. Jacobus Bredius (1773-1826), lid raad en burgemeester van Woerden
        - Carolina Bredius (1802-1866); trouwde in 1834 met Gerard van Dam (1803-1877), burgemeester
        - Cornelis Jan Bredius (1802-1873), burgemeester, laatstelijk van Woerden, hoogheemraad, dijkgraaf, lid provinciale staten van Zuid-Holland
          - Mr. Jacobus Bredius (1829-1907), burgemeester, lid gemeenteraad van Leiden
          - Arnoldus Anthonie Bredius (1834-1906), secretaris polder Breeveld
            - Cornelis Jan Arend Bredius, heer van Rietveld en de Bree en van Zaanen (1863-1946), econoom
              - Arnoldus Anthonie Bredius, heer van Rietveld en de Bree (1903-1982), theoloog, econoom, hoogheemraad, bewoonde kasteel Hernen
              - Susanna Reinoudina Bredius (1904-1993), kunstschilderes
              - Cornelis Jan Arend Bredius, heer van Zaanen (1906-1979), geograaf
                - Carina Patricia Bredius (1949); trouwde in 1985 met Dénes Sámuel Imre Tihamér Vilmos graaf Festetics de Tolna (1943), honorair consul van Ecuador en van de republiek Hongarije in Nederland; ingelijfd in de Nederlandse adel in 1973, lid van de familie  Festetics de Tolna
                - Mr. Cornelis Reinoud Bredius, heer van Zaanen (1952), advocaat en procureur

            - Arnoldus Jacobus Bredius (1864-1941), hoogheemraad, dijkgraaf
            - Johannes Jacobus Bredius (1868-1934), hoogheemraad
            - Ds. Jan Wijnand Arend Klinkhamer Bredius (1870-1948), predikant, verkreeg naamstoevoeging bij KB van 6 februari 1882
            - Mr. Cornelis Johannes Gerardus Bredius (1883-1973), kantonrechter; trouwde in 1913 met Anna Catharina Thomassen à Thuessink van der Hoop van Slochteren (1880-1929), lid van de familie Van der Hoop
              - Mr. Johannes Jacobus Bredius (1917-2014), hoogheemraad, dijkgraaf

      - Dr. Jan Pieter Bredius (1775-1811), geneesheer
        - Jan Pieter Bredius (1811-1878), fabrikant, lid van de Tweede Kamer
          - Prof. Jan Pieter Bredius (1841-1886), lid van de Tweede Kamer, hoogleraar Duitse taal te Buenos Aires

Geslachten die opgenomen zijn in het sinds 1910 verschijnende genealogische naslagwerk Nederland's Patriciaat. Lijst volgens opgave van het CBG Centrum voor familiegeschiedenis.
A · B · C · D · E · F · G · H · I · J · K · L · M · N · O · P · Q · R · S · T · U · V · W · Y · Z